# Kenji Doihara
Kenji Doihara (土肥原 賢二, Doihara Kenji) (8 août 1883 - 23 décembre 1948) est un général de l'armée impériale japonaise durant la Seconde Guerre mondiale.

## Carrière
Il joue un rôle important dans l'invasion japonaise de la Mandchourie pendant laquelle il gagne le surnom de « Lawrence de Mandchourie » (en référence à Lawrence d'Arabie), sobriquet assez mal choisi vu ses exactions envers le peuple chinois. 
En tant qu'officier de renseignement de premier plan, il joue un rôle clé dans les machinations japonaises qui conduisent à l'occupation de vastes régions de la Chine, à la déstabilisation du pays et à la désintégration de la structure traditionnelle chinoise pour réduire sa résistance aux plans japonais en utilisant des méthodes clandestines très controversées. Il devient ainsi le cerveau du trafic de drogue en Mandchourie (en) et le vrai patron et financier de toutes les activités de la pègre et des bas-fonds en Chine.
Condamné après guerre pour crime de guerre lors du Tribunal militaire international pour l'Extrême-Orient, il est exécuté par pendaison en 1948.